# Homrogd
Homrogd este un sat în districtul Szikszó, județul Borsod-Abaúj-Zemplén, Ungaria, având o populație de 944 de locuitori (2011). 

## Demografie
Componența etnică a satului Homrogd
     Maghiari (74,69%)
     Romi (21,33%)
     Ruteni (3,98%)
Componența confesională a satului Homrogd
     Romano-catolici (40,89%)
     Greco-catolici (38,45%)
     Reformați (7,2%)
     Fără religie (2,44%)
     Necunoscută (10,59%)
     Atei (0,42%)
     Alte religii (0,74%)
Conform recensământului din 2011, satul Homrogd avea 944 de locuitori. Din punct de vedere etnic, majoritatea locuitorilor (74,69%) erau maghiari, existând și minorități de romi (21,33%) și ruteni (3,98%). Nu există o religie majoritară, locuitorii fiind romano-catolici (40,89%), greco-catolici (38,45%), reformați (7,2%) și persoane fără religie (2,44%). Pentru 10,59% din locuitori nu este cunoscută apartenența confesională.